# قرار مجلس الأمن التابع للأمم المتحدة رقم 1854
قرار مجلس الأمن التابع للأمم المتحدة رقم 1854 المتخذ بالإجماع في 19 ديسمبر 2008.

## القرار
وإذ يرحب ما يطلق عليه التقدم المطرد الذي أحرزته حكومة ليبيريا في إعادة بناء البلاد لمواطنيها، جدد مجلس الأمن القيود المفروضة في عام 2003 على استيراد الأسلحة وسفر الأشخاص مهددي السلام لمدة 12 شهرا أخرى.
ومن خلال اتخاذ القرار 1854 (2008) بالإجماع، جدد المجلس حتى 20 كانون الأول / ديسمبر 2009 ولاية فريق الخبراء الذي ساعد في رصد تنفيذ العقوبات وانتهاكها وفعاليتها، وطلب من الأمين العام إعادة تعيين أعضائه الحاليين.
وشجع حكومة ليبريا على مواصلة التعاون مع الفريق ومواصلة تنفيذ توصيات فريق الاستعراض لعام 2008 بشأن عملية كيمبرلي، وهي آلية أنشئت لمنع «الماس الدموي» من الوصول إلى الأسواق العالمية.

## روابط خارجية
- نص القرار في undocs.org